# 입파항
입파항은 경기도 화성시 우정읍 국화리, 입파도 섬에 있는 어항이다. 2004년 2월 6일 어촌정주어항으로 지정되었다. 시설관리자는 화성시장이다.

## 어항 연혁
- 입파항은 행정구역상 경기도 화성시 우정읍 국화리에 위치하고 있으며, 파도가 높아 입파도로 불리고 있으며, 해안의 붉은색 기암괴석은 입파홍암이라하여 화성시의 화성8경중 6경으로 꼽히며, 바닷물이 깨끗해 인근 남쪽의 국화도와 함께 여름철 피서객의 이용이 많다.

## 어항 구역
- 수역: 기존 선착장 하단에서 정남 방향으로 150m, 나간 지점에서 정동방향으로 250m, 이점에서 정북방향으로 500m, 이 점에서 정동방향으로 육지와 연결한 선내의 구역(130,000m2)

## 어항 시설
- 선착장 185m, 방파제 10m, 물량장 40m, 호안 65m, 어선,어구보전시설 1,474m2

## 주요 어종
- 바지락, 꽃게, 낙지, 주꾸미, 망둑어, 노래미, 넙치, 우럭 등

## 주변 관광
- 고온항은 전원풍경의 해안경관과 넓은 갯벌등 남부해안의 관광명소이며 인근 주변에는 화성시 관광명소인 화성8경 중 궁평낙조, 제부모세 등 신비경을 이룬 어촌관광지이다.